# Сборная Науру по футболу
Национа́льная сбо́рная Нау́ру по футбо́лу — футбольная команда, представляющая Науру в международных матчах. Команду контролирует Ассоциация любительского футбола Науру. Науру никогда не входила ни в ФИФА, ни в ОФК и даже не является членом неофициальной организации NF-Board.
2 октября 1994 года науруанцы впервые в своей истории собрали национальную сборную по футболу и провели матч. Соперником стала сборная Соломоновых островов (действующий на тот момент победитель Кубка Меланезии), которая, несмотря на малую известность, для большинства команд Океании считается весьма грозным соперником, а для Науру, проводившего дебютный матч — и вовсе запредельным. Матч состоялся на стадионе округа Денигомоду в Науру и завершился с неожиданным результатом: науруанцы сенсационно переиграли своих более опытных и мастеровитых оппонентов со счетом 2:1. Однако, несмотря на это, сборная Науру больше никогда не созывалась.
Официальным стадионом национальной сборной Науру часто называется стадион в округе Мененг, но по прямому назначению он не используется — его приспособили под спецприёмник для нелегальных мигрантов, пытающихся проникнуть в Австралию. Также в Науру есть ещё один стадион — «Линкбелт Овал», построенный Науруанской фосфатной корпорацией. Здесь проводятся матчи по австралийскому футболу, который является самым популярным видом спорта в стране. Травяное покрытие на стадионе отсутствует, а вмещает стадион 3000 зрителей. Самый крупный стадион в Науру находится в округе Ярен — его вместимость 3500 зрителей; а также стадион на тысячу зрителей в округе Денигомоду.